# Bolinando Straños
Bolinando Straños é o quarto álbum de estúdio da banda brasileira U.D.R., lançado em junho de 2008.
Após a saída de MS Barney, o grupo seguiu como uma dupla. Aquaplay e MC Carvão produziram o disco juntos e escreveram as faixas. A banda definiu o disco como o seu White Album e "aborda a dicotomia teogônica entre carneiro/homem; homem/deus e deus/arte".
A capa do álbum é uma paródia de You're a Woman, I'm a Machine, da banda Death from Above 1979.
A capa do álbum também foi feita por José Enrico, desenhista que atualmente trabalha na Cartoon Network Brasileira, trabalhando no desenho animado Irmão do Jorel. 

## Faixas
| N.º            | Título                                                   | Duração |  |
| 1.             | "Funk do Pantro"                                         | 2:02    |  |
| 2.             | "O Tiço Leva ao Buffo"                                   | 3:31    |  |
| 3.             | "qro c do boned do role como fas// rs"                   | 2:22    |  |
| 4.             | "Queria que as Bichas Indie Parassem de Gostar da Gente" | 1:11    |  |
| 5.             | "Sem Amor"                                               | 3:10    |  |
| 6.             | "Todos os Nossos Fãs são Gays"                           | 2:30    |  |
| 7.             | "Você é Moderno e eu Te Odeio"                           | 2:41    |  |
| Duração total: | Duração total:                                           | 17:28   |  |

## Ficha técnica
MC Carvão: Produção musical, vocais e composição.
Prof. Aquaplay: Produção musical, vocais e composição.